# Mr. President
Mr. President [ˌmɪstɐˈprɛzidɛnt] war eine deutsche Musikgruppe der Stilrichtung Eurodance. Die Gruppe feierte mit Songs wie Coco Jamboo oder I Give You My Heart große Erfolge und gehört bis heute zu den bekanntesten Eurodance-Bands.

## Bandgeschichte
Die Gruppe Mr. President kam aus Bremen und bestand ursprünglich aus den beiden Tänzerinnen und Sängerinnen T-Seven (Judith Buthmann, geb. Hinkelmann, weiterer Künstlername Judith Hildebrandt; * 26. Oktober 1976 in Bremen), Lady Danii (Daniela Haak; * 14. Juli 1973 in Bremen) sowie dem Rapper Sir Prophet (George Jones). Hervorgegangen war die Formation aus dem 1991 gegründeten Techno-Projekt Satellite 1 der DJs Jens Neumann und Kai Matthiesen, welche die Band produzierten.
Nachdem der Lokalsender Radio Essen das Lied Up’n Away 1994 erstmals in seiner Hörerhitparade „Jukebox-Charts“ vorgestellt hatte, wurde der Titel von den Hörern direkt auf Platz 1 gewählt und hielt sich dort mehrere Wochen. In den deutschen Charts schaffte es Up’n Away bis auf Platz 12 und wurde 1995 mit einer Goldenen Schallplatte ausgezeichnet – der Titel gehört damit zu den wenigen Tonträgern, die diese Auszeichnung erhalten haben, ohne in den Top Ten platziert gewesen zu sein.
Bereits mit dem Eintreten dieses ersten Erfolges musste George Jones wegen interner Unstimmigkeiten im Herbst 1994 das Projekt verlassen und wurde nach kurzer Zeit durch Lazy Dee (Delroy Rennalls; * 30. Oktober 1966 in Birmingham) ersetzt. In dieser Besetzung gelang Mr. President 1995 mit den Singles I'll Follow the Sun, 4 On the Floor und Gonna Get Along (Without Ya Now) weitere Top-40-Erfolge in Deutschland.
Im Sommer 1996 gelang es mit Coco Jamboo, mehrere Wochen den zweiten Platz der deutschen Charts zu halten, in anderen Ländern errang das Lied den ersten Platz. In Großbritannien erreichte es Platz acht, in Frankreich und den USA die Top 30. Ende des Sommers schaffte es neben Coco Jamboo auch noch I Give You My Heart in die Top 10. Nach der Ballade Show Me the Way und einem weltweiten Durchbruch mit dem Album We See the Same Sun kehrte die Gruppe im Sommer 1997 mit einem erneuten Sommerhit zurück in die Charts: Jojo Action schaffte es bis auf den vierten Platz, Take Me to the Limit erreichte wenig später Platz 11. Im Jahr 1999 stieg das Album Space Gate auf den fünften Platz der Album-Charts ein.
Nach diesem Album verließ Hildebrandt die Gruppe zu Gunsten ihrer Solokarriere, ersetzt wurde sie durch Nadia Ayche. Nach langen Studioarbeiten und zahlreichen Auftritten veröffentlichte Mr. President im Jahre 2003 das Lied Love, Sex & Sunshine jedoch mit einer neuen Sängerin Myra Beckmann. Nadia Ayche verließ die Band 2002. Das darauffolgende Album Forever & One Day erschien nur in Japan, da Beckmann im Herbst 2003 aus gesundheitlichen Gründen die Band verließ. Ihre Nachfolge trat Franziska „Franzi“ Frank an, die bereits in der ersten Popstars-Staffel in Erscheinung trat. 2005 erschien die Single Sweat (A La La La La Long), eine Coverversion des Inner-Circle-Klassikers als Special-Download-Single bei iTunes. Lazy entschied sich an seinem eigenen musikalischen Projekt zu arbeiten und verließ die Band Anfang 2007. Danii und Franzi beschlossen darauf hin, beruflich ihre eigenen Wege zu gehen.
Auf 90er-Jahre-Festivals tritt ausschließlich Lazy Dee unter dem Namen LayZee und mit den Liedern von Mr. President auf.
Im Rahmen des Silvesterkonzertes 2015/16 trat er am Brandenburger Tor in der ZDF-Sendung  Willkommen in Berlin in Erscheinung.

## Kritik

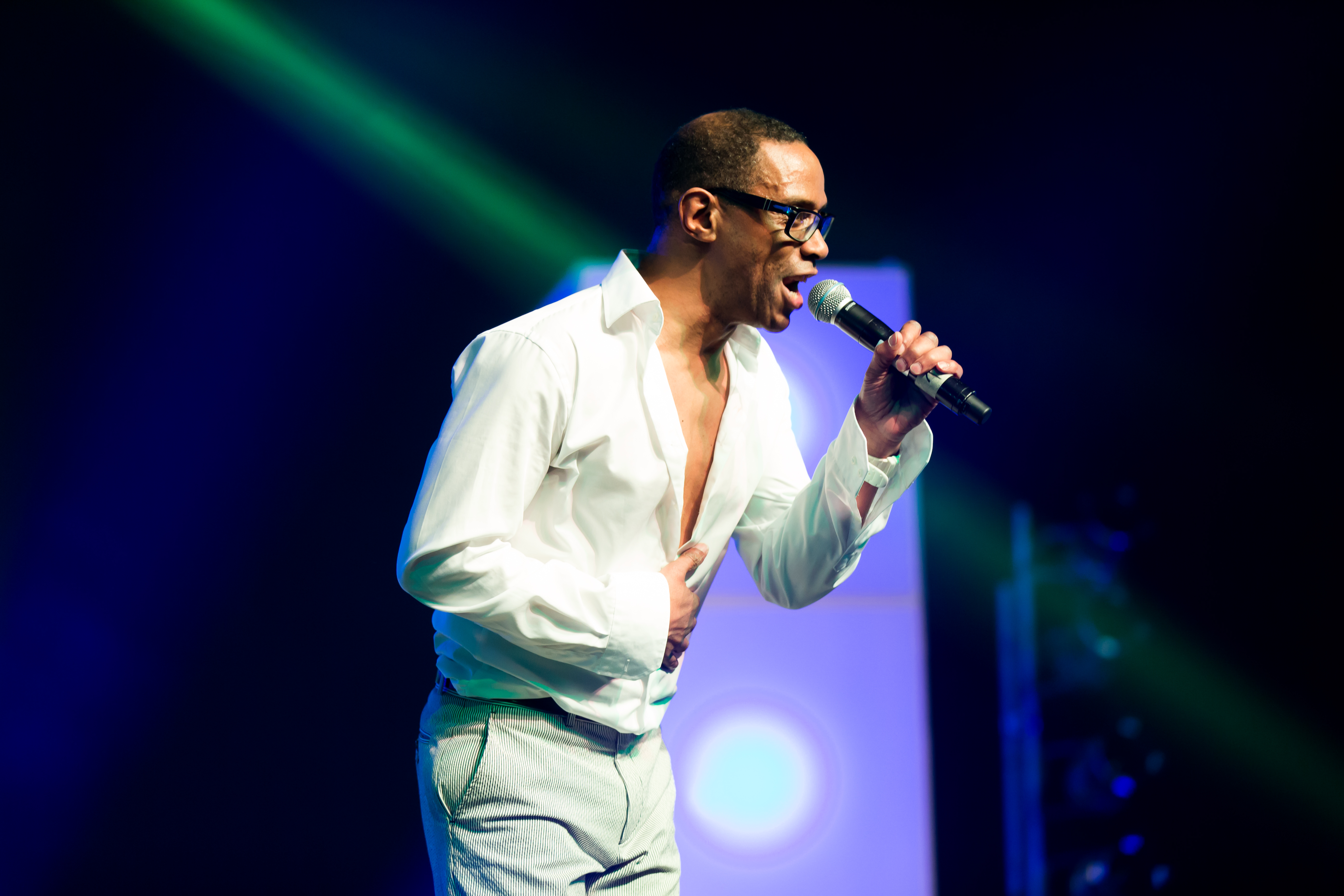
März 2015 beim RPR1 90er Festival in Mannheim

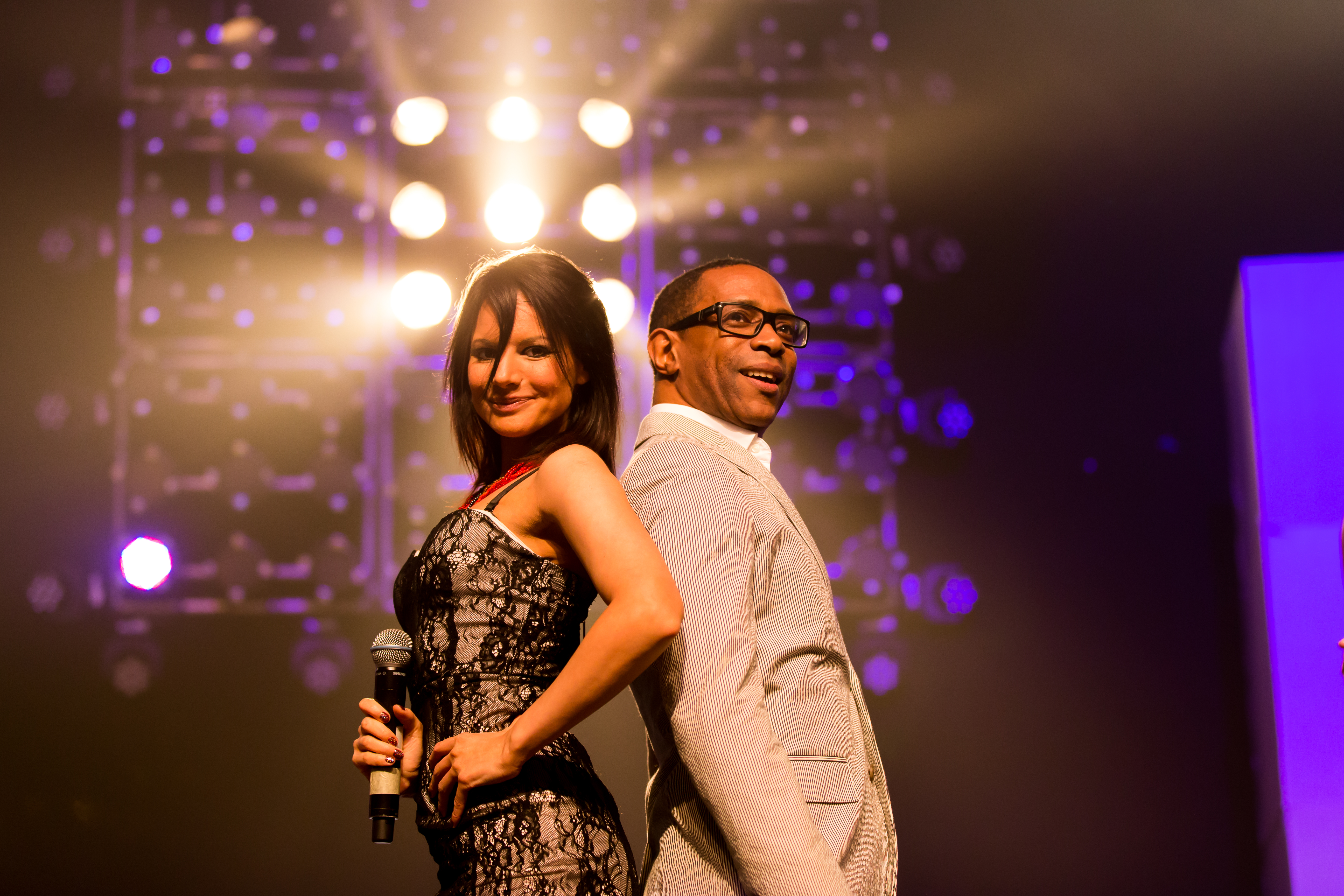
März 2015 bei RPR1 90er Festival in Mannheim
(von links: Erika Kovács und LayZee)

1997 wurden Hildebrandt und Haak bezichtigt, nicht selbst zu singen, sondern die Ghostsängerinnen Caren Miller und Anne Schröder einzusetzen. Ausgangspunkt für diesen Vorwurf waren die im Popmusikbereich üblichen Vollplayback-Auftritte und die teilweise anderen Stimmlagen bei A-cappella-Einlagen. Hintergrund war jedoch der (in der Branche weitverbreitete) Einsatz tontechnischer Hilfsmittel bei Studioaufnahmen. Von den Produzenten wurde in einem Interview mit dem Fernsehsender VIVA klar gesagt, dass sie die Tonlage lieber technisch nachbearbeiten, als ihre Sängerinnen stundenlang mit Wiederholungen zu belasten.
2014 gab NWZonline.de, der Online-Ableger der Nordwest-Zeitung, in einem Artikel über Caren Miller an, diese sei Studiosängerin und Mitkomponistin bei Mr. President gewesen. Dass nur Hildebrandt und Haak auf der Bühne auftraten, habe sie nach eigenen Angaben nicht gestört, da es für die zwei Frontfrauen nur Stress gewesen sei. Im Jahr 2000 sei sie zeitgleich mit Hildebrandt aus der Band ausgestiegen.

## Privates
Im Juni 1998 posierten Hildebrandt und Haak nackt im Magazin Playboy, auf dessen Cover sie ebenfalls abgebildet waren. Dies war ein Novum, da das Juni-Cover eigentlich dem „Playmate of the Year“ vorbehalten war.
Hildebrandt ist Mitglied der Rockband T-Seven, die auch durch Electro- und Punk-Einflüsse geprägt ist. Des Weiteren moderiert sie eine eigene Sendung beim Radiosender Energy Bremen.
Haak arbeitet als Modedesignerin und vertreibt die Kollektionen ihres Labels HAAK Design. Mit ihrem Ex-Ehemann (Hochzeit: Dezember 2008, Trennung 2010), dem Boxer Markus Beyer, betrieb sie die Künstleragentur 12rounds.
Nachdem Beckmann Mr. President verlassen hatte, stand sie wieder mit den Coyote Ugly Girls auf der Bühne, zu deren Originalbesetzung sie einst zählte. Sie betreibt die Coyote Ugly Bar in Koblenz.
Rennalls eröffnete ein eigenes Tonstudio, in welchem er Lieder schreibt und produziert. Das Studio befindet sich in Peppermint Jam, Hannover.
Jones arbeitet als Fitness-Trainer und bringt eigene Trainings-DVDs heraus.
Neumann ist als Produzent und Berater im Bereich Podcasting tätig.

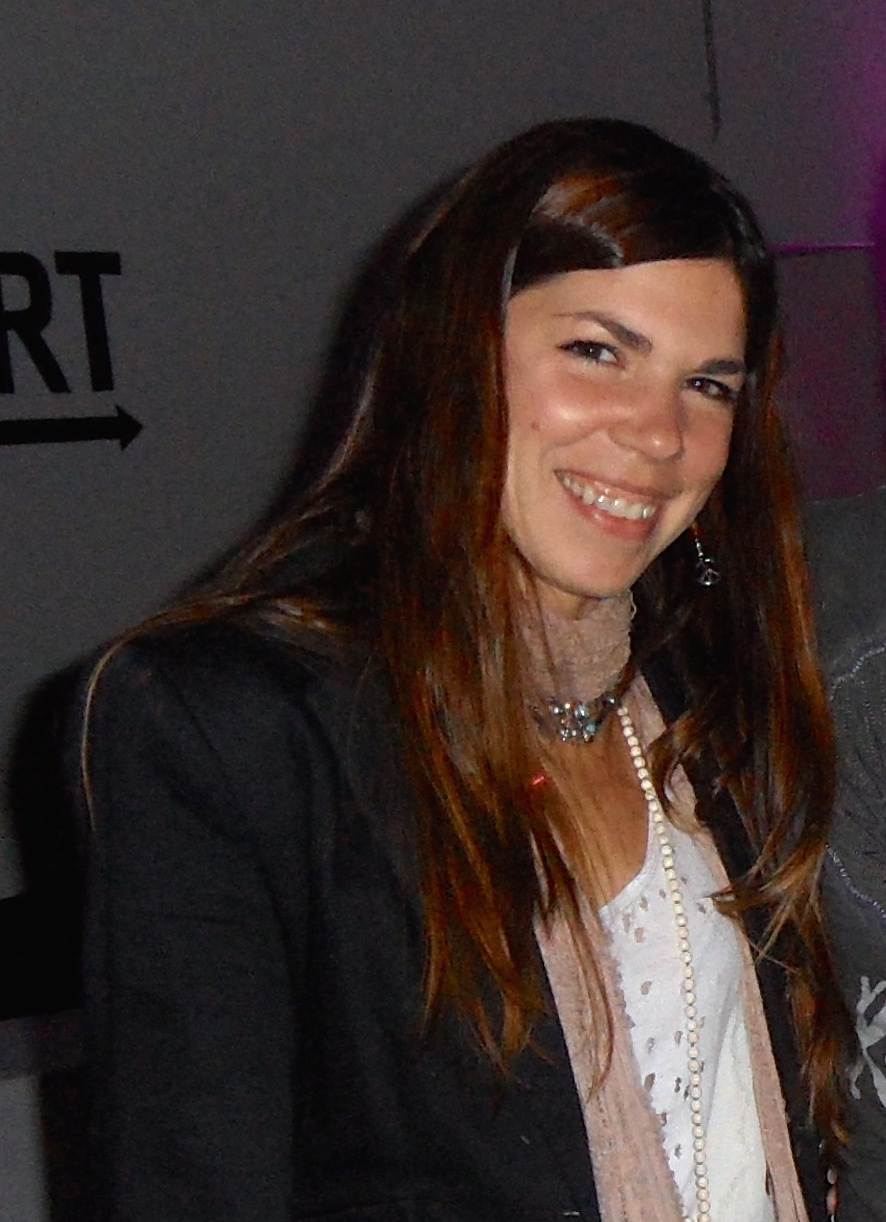
T-Seven/Judith Hildebrandt (2014)
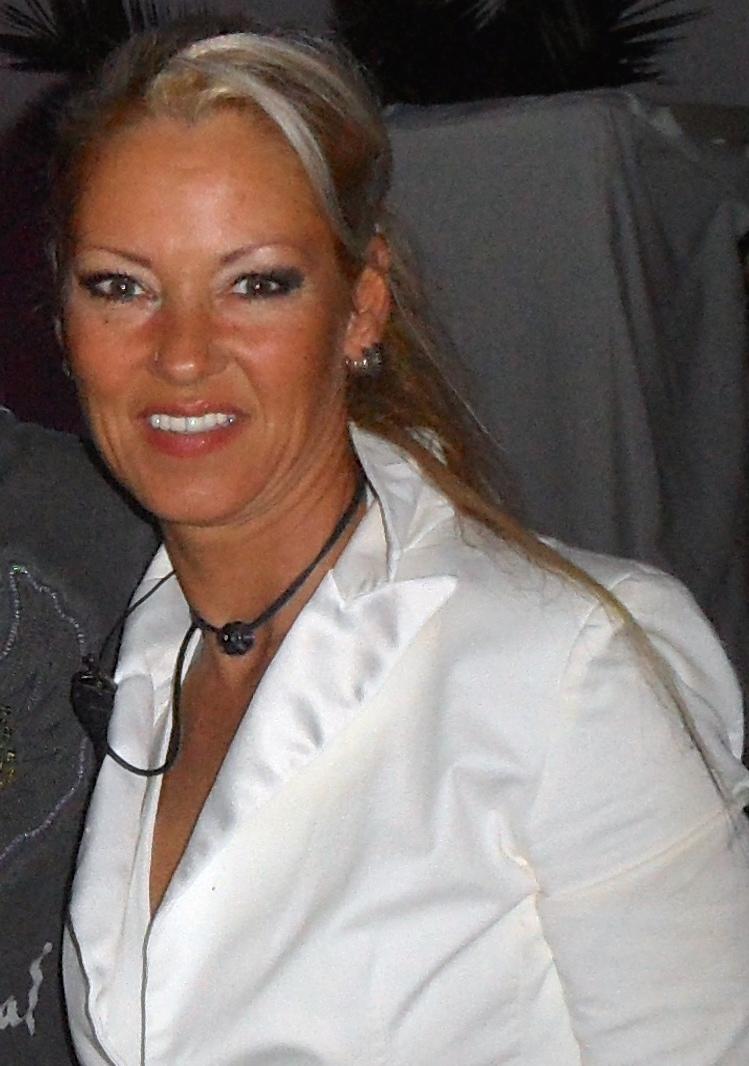
Lady Danii/Daniela Haak (2014)

## Diskografie
Studioalben

| Jahr | Titel Musiklabel                                                   | Höchstplatzierung, Gesamtwochen, AuszeichnungChartplatzierungen (Jahr, Titel, Musiklabel, Platzierungen, Wochen, Auszeichnungen, Anmerkungen) | Höchstplatzierung, Gesamtwochen, AuszeichnungChartplatzierungen (Jahr, Titel, Musiklabel, Platzierungen, Wochen, Auszeichnungen, Anmerkungen) | Höchstplatzierung, Gesamtwochen, AuszeichnungChartplatzierungen (Jahr, Titel, Musiklabel, Platzierungen, Wochen, Auszeichnungen, Anmerkungen) | Höchstplatzierung, Gesamtwochen, AuszeichnungChartplatzierungen (Jahr, Titel, Musiklabel, Platzierungen, Wochen, Auszeichnungen, Anmerkungen) | Höchstplatzierung, Gesamtwochen, AuszeichnungChartplatzierungen (Jahr, Titel, Musiklabel, Platzierungen, Wochen, Auszeichnungen, Anmerkungen) | Anmerkungen                                               |
| Jahr | Titel Musiklabel                                                   | DE | AT | CH | UK | US | Anmerkungen                                               |
| ---- | ------------------------------------------------------------------ | --- | --- | --- | --- | --- | --------------------------------------------------------- |
| 1995 | Up’n Away – The Album WEA Records (WMG)                            | DE37 (9 Wo.)DE | — | CH38 (3 Wo.)CH | — | — | Erstveröffentlichung: 23. März 1995 Verkäufe: + 46.925    |
| 1996 | We See the Same Sun auch bekannt als: Coco Jumbo WEA Records (WMG) | DE16 (24 Wo.)DE | AT15 (16 Wo.)AT | CH9 Gold · (25 Wo.)CH | — | — | Erstveröffentlichung: 17. Mai 1996 Verkäufe: + 499.427    |
| 1997 | Nightclub auch bekannt als: Joe Joe Action WEA Records (WMG)       | DE10 (10 Wo.)DE | AT15 (14 Wo.)AT | CH11 (8 Wo.)CH | — | — | Erstveröffentlichung: 25. August 1997 Verkäufe: + 100.000 |
| 1999 | Space Gate WEA Records (WMG)                                       | DE5 (9 Wo.)DE | AT22 (7 Wo.)AT | CH11 (10 Wo.)CH | — | — | Erstveröffentlichung: 25. Mai 1999                        |
| 2003 | Forever and One Day Epic Records (Sony)                            | — | — | — | — | — | Erstveröffentlichung: 7. März 2003                        |

## Auszeichnungen
- 1996: Echo Pop als „Bester Dance Song“
- 1997: RSH-Gold als „Ohrwurm des Jahres“[5]
- 1997: Comet als „Dance Act National“
- 1997: Echo Pop als „Erfolgreichste nationale Band im Ausland“